# Bloc Socialista Burkinès
El Bloc Socialista Burkinès (en Francès: Bloc Socialiste Burkinabè) va ser un partit polític sankarista de Burkina Faso. El BSB va ser fundat el Desembre del 1990 per Nongma Ernest Ouédraogo. Ouédraogo va esdevenir el secretari general del BSB. Ouédraogo havia estat alliberat de la presó l'any previ. Havia servit com a Ministre de Seguretat sota Sankara.
L'eslògan del BSB era Action et Victoire et Bloc.
L'agost del 1995 Ouédraogo va ser engarjolat seguint un pleit de calúmnia. Va ser alliberat cinc mesos després.
El gener del 1996 una facció es va escindir i es va ajuntar al Congrés per la Democràcia i el Progrés.
El 2000 el BSB es va fusionar amb la Convenció Panafricana Sankarista (CPS).